# 月影の下で
『月影の下で』（原題:In the Shadow of the Moon）は2019年に配信されたアメリカ合衆国のスリラー映画である。監督はジム・ミックル、主演はボイド・ホルブルックが務めた。

## ストーリー
プロローグ
1988年、フィラデルフィア。複数人が同時に大量出血で亡くなるという事件が発生した。警察官のトーマス・ロックハートは「この事件を解決すれば、俺は犯罪捜査を担当する部署に配属されるはずだ」と確信し、捜査に全力を傾けていた。その一方、トーマスの相棒であるマドックスは冷静であった。
当初、上司のホルト（トーマスの義理の兄でもある）は「大量死は偶然によるものではなく、何者かの手によるものである」というトーマスの主張を退けていたが、全ての死体に似たような傷跡が発見されるに至り、トーマスの主張を受け入れた。
ほどなくして、トーマスとマドックスは女性が殺害されるのを目撃したが、彼女の体にも似たような傷跡があった。亡くなる直前、彼女は「犯人は20代くらいの黒人女性でした。あいつの腕には傷跡がありました。」と2人に告げた。その後、ホルトは全市に厳戒態勢を敷き、犯人の捜索を行うよう命じた。トーマスとマドックスは犯人と思しき女性を地下鉄に追い詰めたが、マドックスはあっさりと撃退されてしまった。
トーマスは犯人に1人で立ち向かったが、そこで犯人はトーマスが予想だにしなかったことを口にし始めた。驚くべきことに、犯人はトーマスの人生の歩みについて語り始めたのである。しかも、それは正確かつ詳細なもので、犯人はトーマスの妻がその日に出産予定であることも知っていたのである。呆然とするトーマスを他所に、犯人は線路に飛び込み、電車に轢かれて亡くなってしまった。
時を同じくして、トーマスの妻は出産の最中に亡くなった。事件の真相は闇に包まれたままだったが、警察はそれ以上の捜査をしなかった。
序盤
1997年。警察署の外では市民によるデモが行われていた。デモ隊は「9年前の事件の犯人が自殺したのは警察の暴力的な捜査が原因である」と主張していた。そのデモの最中、参加者が大量出血で亡くなるという事件が発生した。犯罪捜査を担当する刑事になっていたトーマスは模倣犯の可能性を疑ったが、要らぬ人種対立を生じさせないための配慮をしながら捜査に当たることになった。しかし、ホルトが犯人の姿を捉えた監視カメラの映像を公開し、捜査に全力を挙げると宣言した途端、暴徒が署内に雪崩れ込んできた。
その頃、9年前の事件の証拠を再度検討していたトーマスはとんでもない事実に気が付いた。1988年に保管された証拠品の中に、1996年に製造された飛行機の部品があったのである。困惑したトーマスが物理学者のナヴィーンを訪ねたところ、彼はその部品がタイムトラベルによって持ち込まれた可能性を指摘したが、トーマスとマドックスはその説明を「荒唐無稽」と一蹴した。
しばらくして、トーマスは犯人を飛行場に追い詰めたが、犯人の顔を見て驚愕した。9年前に自殺したはずの犯人と同じ顔をしてだけではなく、その容姿に老いが一切見られなかったからである。犯人の女はマドックスを殺害し、トーマスを人質に取った。その際、犯人はまたしてもトーマスの人生について語り始めた。その後、犯人はトーマスに「ここから離れろ」と命じ、そのまま姿を消した。
中盤
2006年、トーマスは不審死事件の捜査に専念するべく、警察を退職して私立探偵になっていた。今では、トーマスも犯人がタイムトラベルをしたと確信していた。トーマスはほぼ全ての時間を捜査に費やしており、たまに訪問してくる娘以外に外界と接触する機会はほとんどなかった。
捜査の結果、トーマスは被害者たちにある共通項を見出していた。被害者全員が急進的な政治運動に関与していたのである。トーマスはホルトに協力を仰いだが、ホルトはトーマスの主張を受け入れようとしなかったどころか、「精神科を受診してはどうか」と言ってきた。トーマスはホルトの警察バッジを盗み出し、それを使ってある犠牲者の妻に接触した。彼女は夫が白人至上主義者の武装集団の幹部であったことを明かした。
ほどなくして、18年前の事件と9年前の事件の犯人と思われる女性が再度現れ、武装集団の残党を皆殺しにしたとの一報が飛び込んできた。トーマスは犯人を追い詰めたが、手に傷を付けた矢先、またしても彼女は姿を消してしまった。その後、トーマスはホルトに逮捕された。
終盤
2015年、トーマスはついに事件の真実に辿り着いた。

## キャスト
- ボイド・ホルブルック - トーマス・ロックハート（吹替：小川輝晃）
- クレオパトラ・コールマン - リア（吹替：小島幸子）
- ボキーム・ウッドバイン - マドックス（吹替：志村知幸）
- ルディ・ダーマリンガム - ナヴィーン・ラオ
- レイチェル・ケラー - ジーン
- マイケル・C・ホール - ホルト（吹替：桐本拓哉）

## 製作
2018年2月20日、ジム・ミックル監督の新作映画にボイド・ホルブルックが出演することになったと報じられた。6月15日、マイケル・C・ホールの出演が決まったとの報道があった。7月、ボキーム・ウッドバインとクレオパトラ・コールマンがキャスト入りした。2019年1月4日、ジェフ・グレイスが本作で使用される楽曲を手掛けることになったと報じられた。

## 公開・マーケティング
2019年9月16日、本作のオフィシャル・トレイラーが公開された。21日、本作はファンタスティック・フェストでプレミア上映された。

## 評価
本作は批評家から好意的に評価されている。映画批評集積サイトのRotten Tomatoesには21件のレビューがあり、批評家支持率は62%、平均点は10点満点で5.83点となっている。また、Metacriticには8件のレビューがあり、加重平均値は48/100となっている。